# (9941) Iguanodon
(9941) Iguanodon est un astéroïde de la ceinture principale découvert le 4 février 1989 à l'observatoire européen austral par l'astronome belge Éric Elst. Sa désignation provisoire était 1989 CB3.
Il doit son nom au grand dinosaure herbivore l'iguanodon.